# Euroclear

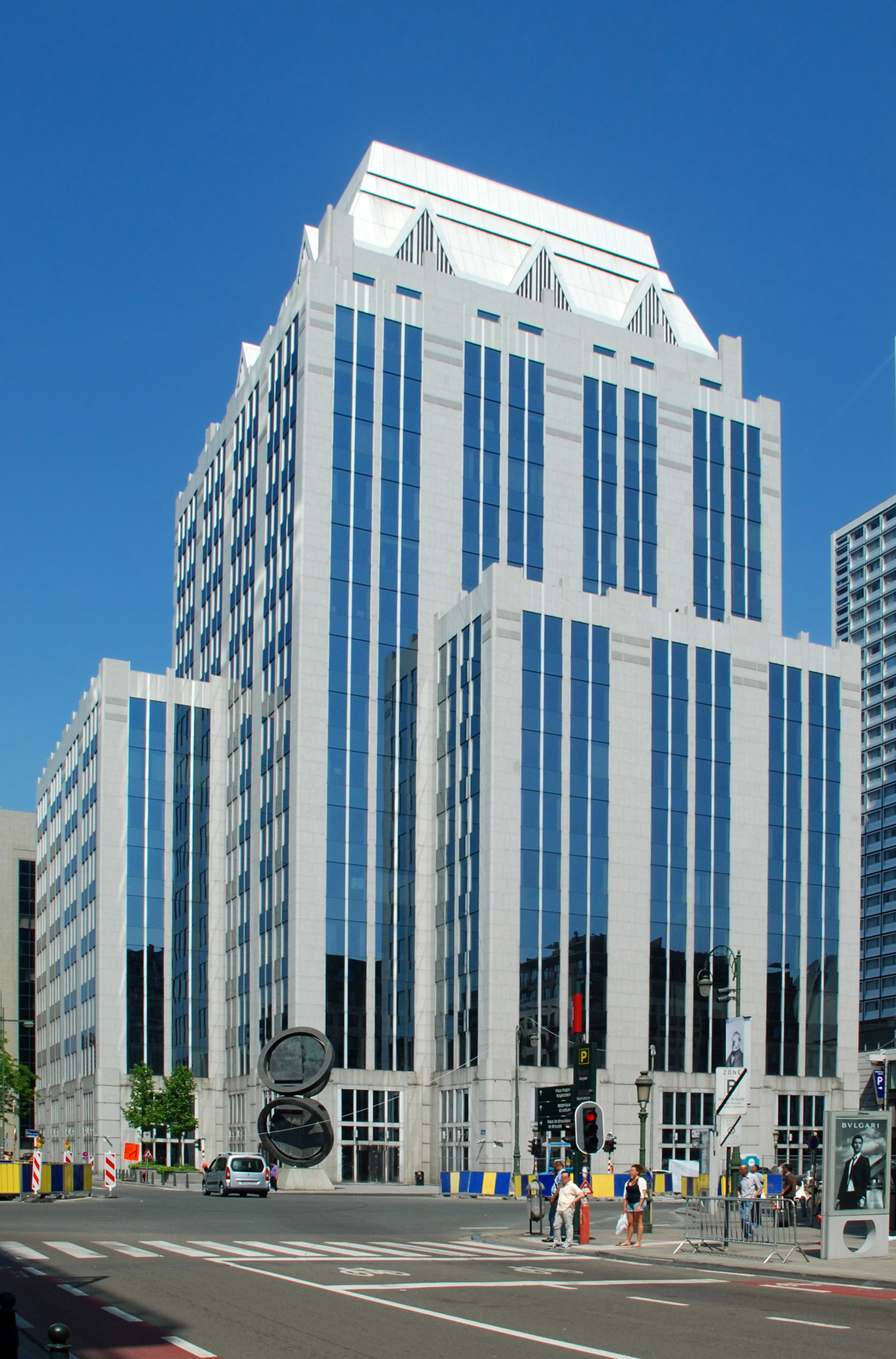
Euroclear Operation Centre in Brussel (Boudewijntoren)

De Euroclear groep is een in België gevestigde financiële dienstverlener gespecialiseerd in de afwikkeling van effectentransacties en het bewaren van deze effecten. 
Euroclear is hiermee de grootste internationale centrale effectenbewaarinstelling in de wereld. Het verwerkt binnenlandse en internationale effectentransacties, in obligaties, aandelen, derivaten en beleggingsfondsen. Euroclear levert effectendiensten aan financiële instellingen in meer dan 90 landen. 
Tot de Euroclear groep behoren zowel Euroclear Bank, een International Central Securities Depository (ICSD), en een aantal nationale Central Securities Depository's (CSDs) (oftewel Centrale Effectenbewaarinstellingen), namelijk voor voor Belgische, Britse, Finse, Franse, Ierse, Nederlandse en Zweedse effecten.
Het Euroclear Operation Centre bevindt zich in de 80 m hoge Boudewijntoren uit 1997 gelegen in de Noordruimte in Brussel. 

## Geschiedenis
Het Euroclearsysteem om transacties af te wikkelen werd opgericht in 1968 door de Brusselse tak van Morgan Guaranty Trust, een voorloper van JP Morgan Chase.
In 2001-2002 werd Euroclear bank opgericht en kwamen fusies en samenwerkingsovereenkomsten tot stand met de nationale CSD's van Frankrijk (Sicovam) en Nederland (Nederlands Centraal Instituut voor Giraal Effectenverkeer oftewel Necigef). Zij werden hernoemd tot respectievelijk Euroclear Frankrijk en Euroclear Nederland. Ook de Brits-Ierse CSD CrestCo werd opgenomen en hernoemd tot Euroclear UK & Ireland.
In 2007 volgde de Belgische CSD Caisse Interprofessionnelle de Dépôts et de Virements de Titres (CIK), die werd hernoemd tot Euroclear België.
In 2008 werden de CSD's van Finland en Zweden verworven.
Begin 2024 kwam het bedrijf in het nieuws, toen in het kader van de sancties tegen Rusland werd voorgesteld de eind februari 2022 bevroren Russische tegoeden bij Euroclear te gebruiken voor de wederopbouw van Oekraïne. Op 26 juli 2024 keerde de Europese Unie de eerste 1,5 miljard euro winst uit die bevroren Russische tegoeden over aan Oekraïne, ondanks oppositie van Hongarije en bedenkingen van Malta en Oostenrijk. Het geld kan worden gebruikt voor de aankoop van wapens (90%), wederopbouw en humanitaire hulp (10%).

## Structuur
In 2005 werd Euroclear SA/NV opgericht als moedermaatschappij, waaronder Euroclear Bank en de verschillende nationale CSD's hangen. De houdstermaatschappij Euroclear plc is gevestigd in Londen en wordt bestuurd vanuit Baar (Zwitserland). De houdstermaatschappij houdt de aandelen in Euroclear SA/NV. Euroclear SA/NV is opgericht onder Belgische wet en wordt gecontroleerd door de Belgische Autoriteit voor Financiële Diensten en Markten. In overeenstemming met artikel 8 van haar organieke wet houdt ook de Nationale Bank van België toezicht op het bedrijf.
Euroclear SA/NV houdt zelf meerdere dochtermaatschappijen waaronder Euroclear Bank SA/NV, Euroclear Nederland en Euroclear France SA.
De CEO van de Euroclear groep is Valérie Urbain.